# Касидол
Касидол је насељено место које се налази у саставу града Пожаревца у Браничевском округу. Према попису из 2022. било је 457 становника.

## Демографија
У насељу Касидол живи 599 пунолетних становника, а просечна старост становништва износи 44,3 година (42,7 код мушкараца и 46,0 код жена). У насељу има 203 домаћинства, а просечан број чланова по домаћинству је 3,67.
Ово насеље је великим делом насељено Србима (према попису из 2002. године).
|  |

| Демографија | Демографија | Демографија |
| Година      | Становника  | Становника  |
| ----------- | ----------- | ----------- |
| 1948.       | 1.272       |             |
| 1953.       | 1.317       |             |
| 1961.       | 1.276       |             |
| 1971.       | 1.289       |             |
| 1981.       | 1.227       |             |
| 1991.       | 1.144       | 927         |
| 2002.       | 744         | 1.064       |
| 2011.       | 575         |             |

| Етнички састав према попису из 2002.‍ | Етнички састав према попису из 2002.‍ | Етнички састав према попису из 2002.‍ | Етнички састав према попису из 2002.‍ | Етнички састав према попису из 2002.‍ |
| ------------------------------------ | ------------------------------------ | ------------------------------------ | ------------------------------------ | ------------------------------------ |
|                                      |                                      |                                      |                                      |                                      |
| Срби                                 | Срби                                 |                                      | 727                                  | 97,71%                               |
| Румуни                               | Румуни                               |                                      | 5                                    | 0,67%                                |
| Роми                                 | Роми                                 |                                      | 4                                    | 0,53%                                |
| Бугари                               | Бугари                               |                                      | 1                                    | 0,13%                                |
| непознато                            | непознато                            |                                      | 7                                    | 0,94%                                |

| Година пописа     | 1948. | 1953. | 1961. | 1971. | 1981. | 1991. | 2002. |
| ----------------- | ----- | ----- | ----- | ----- | ----- | ----- | ----- |
| Број домаћинстава | 265   | 255   | 261   | 251   | 240   | 232   | 203   |

| Број чланова      | 1  | 2  | 3  | 4  | 5  | 6  | 7 | 8 | 9 | 10 и више | Просек |
| ----------------- | -- | -- | -- | -- | -- | -- | - | - | - | --------- | ------ |
| Број домаћинстава | 26 | 45 | 27 | 37 | 29 | 25 | 9 | 4 | 1 | 0         | 3,67   |

| Пол    | Укупно | Неожењен/Неудата | Ожењен/Удата | Удовац/Удовица | Разведен/Разведена | Непознато |
| ------ | ------ | ---------------- | ------------ | -------------- | ------------------ | --------- |
| Мушки  | 321    | 59               | 212          | 35             | 14                 | 1         |
| Женски | 308    | 19               | 210          | 72             | 7                  | 0         |
| УКУПНО | 629    | 78               | 422          | 107            | 21                 | 1         |

| Пол    | Укупно                    | Пољопривреда, лов и шумарство | Рибарство                            | Вађење руде и камена | Прерађивачка индустрија       |
| ------ | ------------------------- | ----------------------------- | ------------------------------------ | -------------------- | ----------------------------- |
| Мушки  | 196                       | 166                           | 0                                    | 2                    | 7                             |
| Женски | 142                       | 127                           | 0                                    | 0                    | 3                             |
| УКУПНО | 338                       | 293                           | 0                                    | 2                    | 10                            |
| Пол    | Производња и снабдевање   | Грађевинарство                | Трговина                             | Хотели и ресторани   | Саобраћај, складиштење и везе |
| Мушки  | 2                         | 4                             | 5                                    | 4                    | 2                             |
| Женски | 0                         | 0                             | 4                                    | 1                    | 0                             |
| УКУПНО | 2                         | 4                             | 9                                    | 5                    | 2                             |
| Пол    | Финансијско посредовање   | Некретнине                    | Државна управа и одбрана             | Образовање           | Здравствени и социјални рад   |
| Мушки  | 0                         | 0                             | 1                                    | 0                    | 1                             |
| Женски | 0                         | 0                             | 0                                    | 1                    | 3                             |
| УКУПНО | 0                         | 0                             | 1                                    | 1                    | 4                             |
| Пол    | Остале услужне активности | Приватна домаћинства          | Екстериторијалне организације и тела | Непознато            | Непознато                     |
| Мушки  | 0                         | 0                             | 0                                    | 2                    | 2                             |
| Женски | 0                         | 0                             | 0                                    | 3                    | 3                             |
| УКУПНО | 0                         | 0                             | 0                                    | 5                    | 5                             |

## Занимљивости
Место Касидол је познато по томе што је у њему рођена српска народна певачица Драгана Мирковић.
Место Касидол је такође познато, као „Село Витезова” јер је у старијем добу, свака кућа имала коње, који су учествовали у ратовима.